# Šalov
Šalov (Hongaars: Garamsalló) is een Slowaakse gemeente in de regio Nitra, en maakt deel uit van het district Levice.
Šalov telt 389 inwoners.